# Frøya kommun
Frøya kommun (norska: Frøya kommune) är en kommun i Trøndelag fylke i mellersta Norge. Kommunens centralort är tätorten Sistranda och den största landmassan ligger på ön Frøya.

## Administrativ historik
En kommun med namnet Frøya bildades 1877 genom att Hitra kommun delades. Denna kommun kom att delas 1906 i Sør-Frøya kommun och Nord-Frøya kommun. Dessa två kommuner slogs samman 1964 till dagens Frøya kommun.

## Tätorter
I Frøya kommun finns två tätorter:
- Hammarvika
- Sistranda (centralort)

Orten Mausund har tidigare räknats som en tätort men uppfyller inte längre kriterierna.

## Socknar
Inom Norska kyrkan motsvaras Frøya kommun av Frøya socken i Orkdals prosteri i Nidaros stift.